# Krattenbrug
De Krattenbrug is een vaste brug over de Delftsevaart in de Nederlandse stad  Rotterdam. De originele brug bestond vermoedelijk al sinds de vijftiende eeuw en was een van de weinige bouwwerken die het bombardement op 14 mei 1940 hadden doorstaan. Deze brug was zowel geliefd als berucht; hij was populair onder fotografen (de meest bekend zijnde Henri Berssenbrugge) en werd daarom vaak gefotografeerd samen met de Delftsevaart, maar er verdronken rondom de brug ook meerdere kinderen. De originele brug werd tijdens de Tweede Wereldoorlog gesloopt, de tweede brug werd in 1976 gebouwd en de huidige Krattenbrug ligt sinds 2010 over de Delftsevaart.

## Geschiedenis

### De Krattenbrug voor de oorlog
De eerste Krattenbrug werd vermoedelijk in de vijftiende eeuw gebouwd en is vernoemd naar Arie Corneliszoon Crat. Hij kocht op 9 december 1468 een huis en erf in de Westbagijnenstraat die over de Delftsevaart liep. Zijn zoon Dirck Janszoon Crat kocht op 21 maart 1566 de helft van de steeg die vanaf de Westewagenstraat tot in de Delftsevaart liep. Deze steeg was in 1565 al bekend als de Krattensteeg. De Krattenbrug heette voor de naamswijziging de Bagijnenbrug.
In april 1901 werd door het college van B&W van Rotterdam het voorstel gedaan om een ebsluis in de Delftsevaart te bouwen. Deze sluis zou ten noorden van de Krattenbrug moeten komen. In totaal zou de sluis 40.000 gulden kosten, waarvan 20.000 door het Hoogheemraadschap van Schieland zouden worden bekostigd. Dit voorstel werd in mei van datzelfde jaar goedgekeurd.
In maart 1902 werd het voorstel om 7000 gulden uit te trekken voor de vernieuwing van de Krattenbrug, evenals de ijzeren overdekking van de schutsluis bij de Vlasmarkt, goedgekeurd. Ook werd in deze maand begonnen met de werkzaamheden voor de nieuwe sluis nabij de brug, waardoor het bootverkeer bij de Delftsevaart en de sluis bij de Vlasmarkt waren gestremd. Deze stremming duurde van 1 april tot 15 september van dat jaar.
In 1903 was het voetgangersverkeer gestremd wegens restauratiewerkzaamheden aan de brug.
In mei 1908 vermelde de De Maasbode dat een 45-jarige besteller die op de Korte Westewagenstraat woonde, gewond was geraakt bij een ongeluk op de brug. Hij gleed uit bij een van de twee trapjes en viel op ongelukkige wijze voorover op zijn gezicht. Hierdoor kreeg hij een bloedend voorhoofd en moest naar het ziekenhuis om aan deze wond te worden verzorgd.
In 1925 was de Krattenbrug vanaf 25 augustus voor 2 weken afgesloten. De reden hiervoor was de aanleg van elektrische kabels en enkele aanpassingen aan de brug.
In 1939 verscheen een artikel in de Haagsche Courant die de verschillen tussen het oude en nieuwe in Rotterdam kenmerkte. Ook werd er gehint op een mogelijke sloop van de brug in de (nabije) toekomst omdat er voor de Krattenbrug "in onze moderne samenleving geen plaats meer is", iets wat echter niet was besproken in de Rotterdamse gemeenteraad zelve en waar ook geen plannen voor waren.

### De Krattenbrug tijdens de oorlog
Tijdens het bombardement op de stad ontsnapte de brug aan de verwoesting. Terwijl de huizen rondom de Krattenbrug wel werden geraakt, bleef de brug zelf nagenoeg ongedeerd. Ondanks dat de Krattenbrug behouden had kunnen worden, werd toch besloten tot de sloop. Dit had te maken met het plan van Willem Gerrit Witteveen die de Delftsevaart wilde verbreden. De brug bestond vermoedelijk tot 1941, waarna het werd afgebroken om de kades nabij de Grote of Sint-Laurenskerk te verbreden.
In 1942 werd besloten om de naam 'Krattenbrug' in te trekken, vermoedelijk op besluit van de Duitse bezetter. Dit besluit was op 30 juni ingegaan.

### De Krattenbrug na de oorlog
Nadat de originele Krattenbrug in 1941 gesloopt was, besloot de gemeente om in 1976 een nieuwe voetgangersbrug te bouwen, aanvankelijk zonder naam. Er was echter commotie ontstaan nadat PvdA-raadslid G.E. Meijboom kritiek had geuit over de beleidsprocedure die wethouder van Ruimtelijke Ordening Hans Mentink hanteerde voor de bouw van de brug. Het aanvankelijke plan was om een provisorische brug te bouwen van "desnoods wat vaten en planken", daarna veranderde het plan en werd besloten tot de bouw van een stalen brug van 50.000 gulden en ten slotte werd het uiteindelijke plan voor een houten brug van 75.000 gulden ontworpen. Dit werd een definitief plan, die uiteindelijk 107.000 gulden heeft gekost. De nieuwe brug kwam ongeveer op dezelfde plaats waar ooit de originele Krattenbrug stond, maar was gemaakt van hout in plaats van steen. In datzelfde jaar werd de brug opgeleverd en voor het publiek geopend. Deze Krattenbrug heeft dienst gedaan tot 2010.
In 2010 werd besloten om de houten brug af te breken en een nieuwe brug van staal te bouwen. Deze brug draagt dezelfde naam als de originele, vooroorlogse brug en kan zowel door voetgangers als fietsers worden gebruikt. Deze Krattenbrug staat sinds 2010 op de plek van de voormalige, houten brug en is gemodelleerd naar het naastgelegen stadspodium.

Fotogalerij
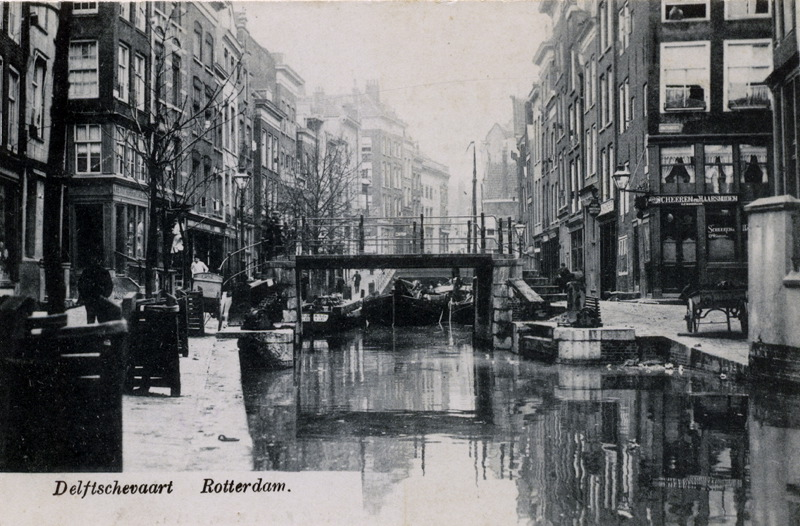
Een prentbriefkaart van 1903 die de originele brug richting het Spuiwater weergeeft.
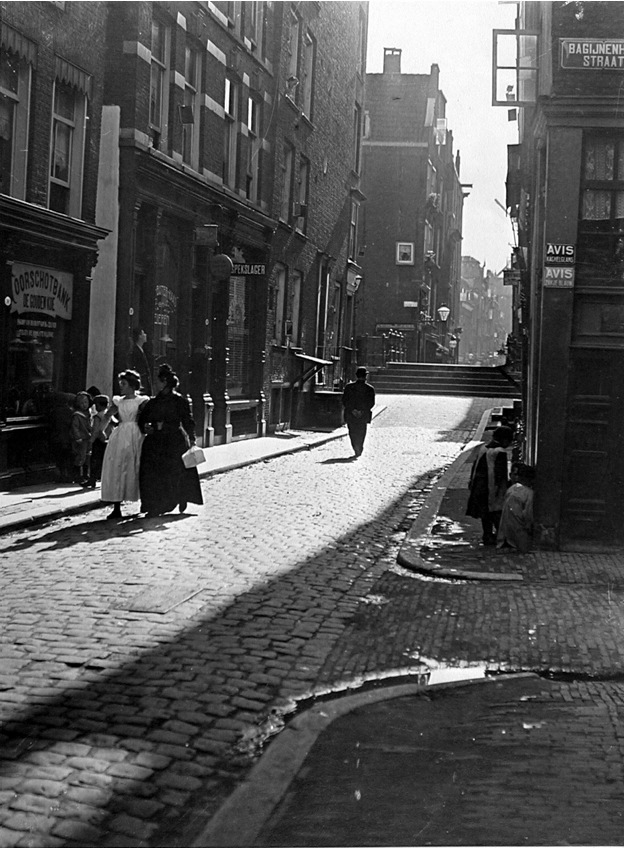
Een foto in 1908 vanaf de Bagijnenstraat laat de Krattenbrug en Krattensteeg zien.
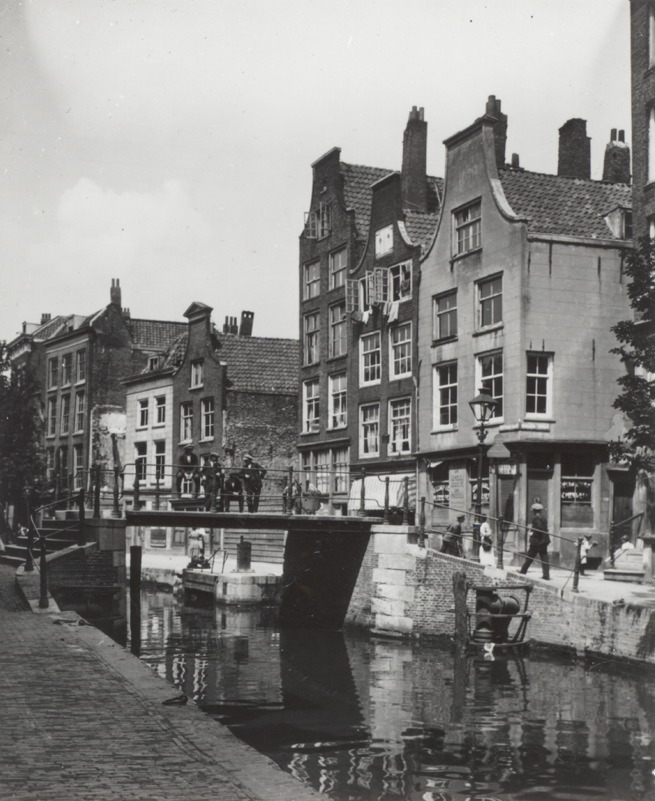
Arbeiders op de brug in 1922. Op de achtergrond de huizen aan de Delftsevaart en de Bagijnenstraat.
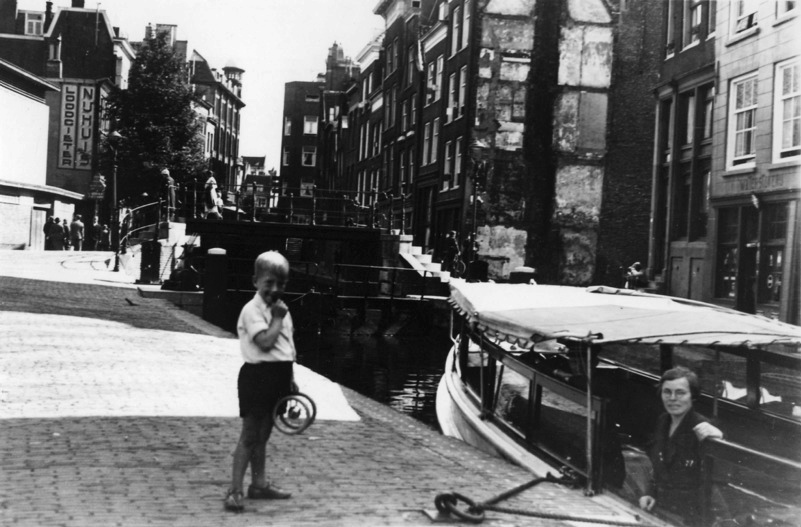
Een moeder en kind in de buurt van de Krattenbrug in 1936 - 1940. Op deze foto is de aangebouwde sluis nabij de brug zichtbaar.
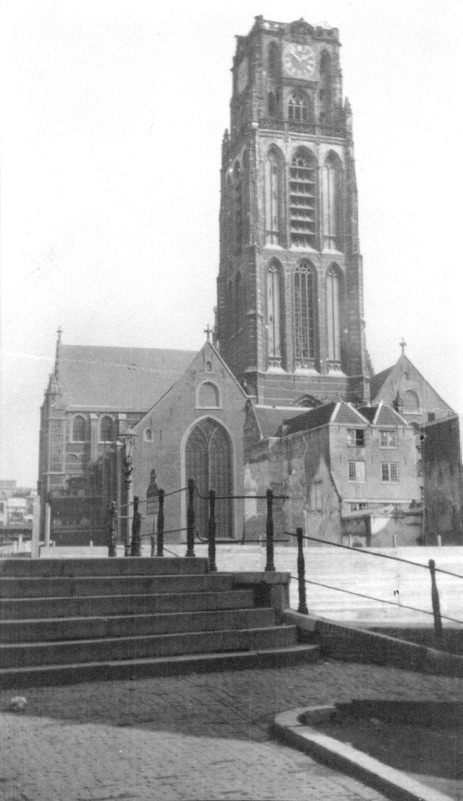
Een foto van 1938 gezien vanaf de Krattensteeg die de Krattenbrug van dichtbij, evenals de Sint-Laurensbrug op de achtergrond, laten zien.
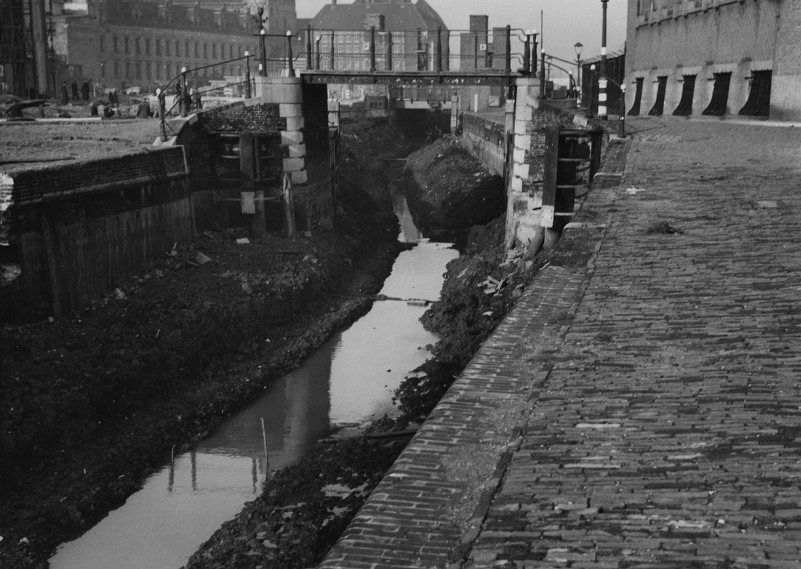
Tijdens de demping van de Delftsevaart voor verbreding in 1941 werd de originele brug gesloopt.
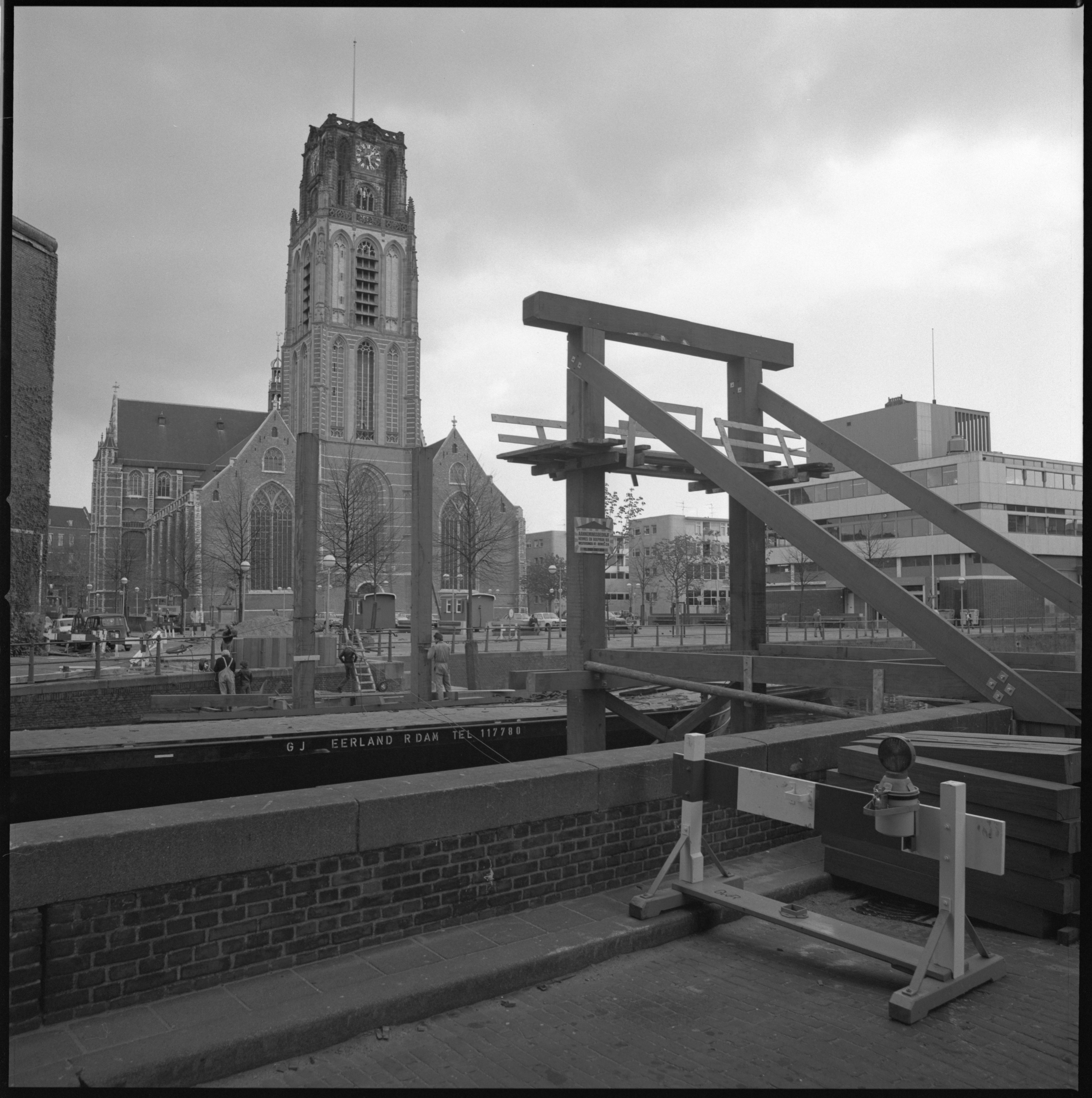
De bouw van de tweede, houten Krattenbrug over de Delftsevaart in 1976.
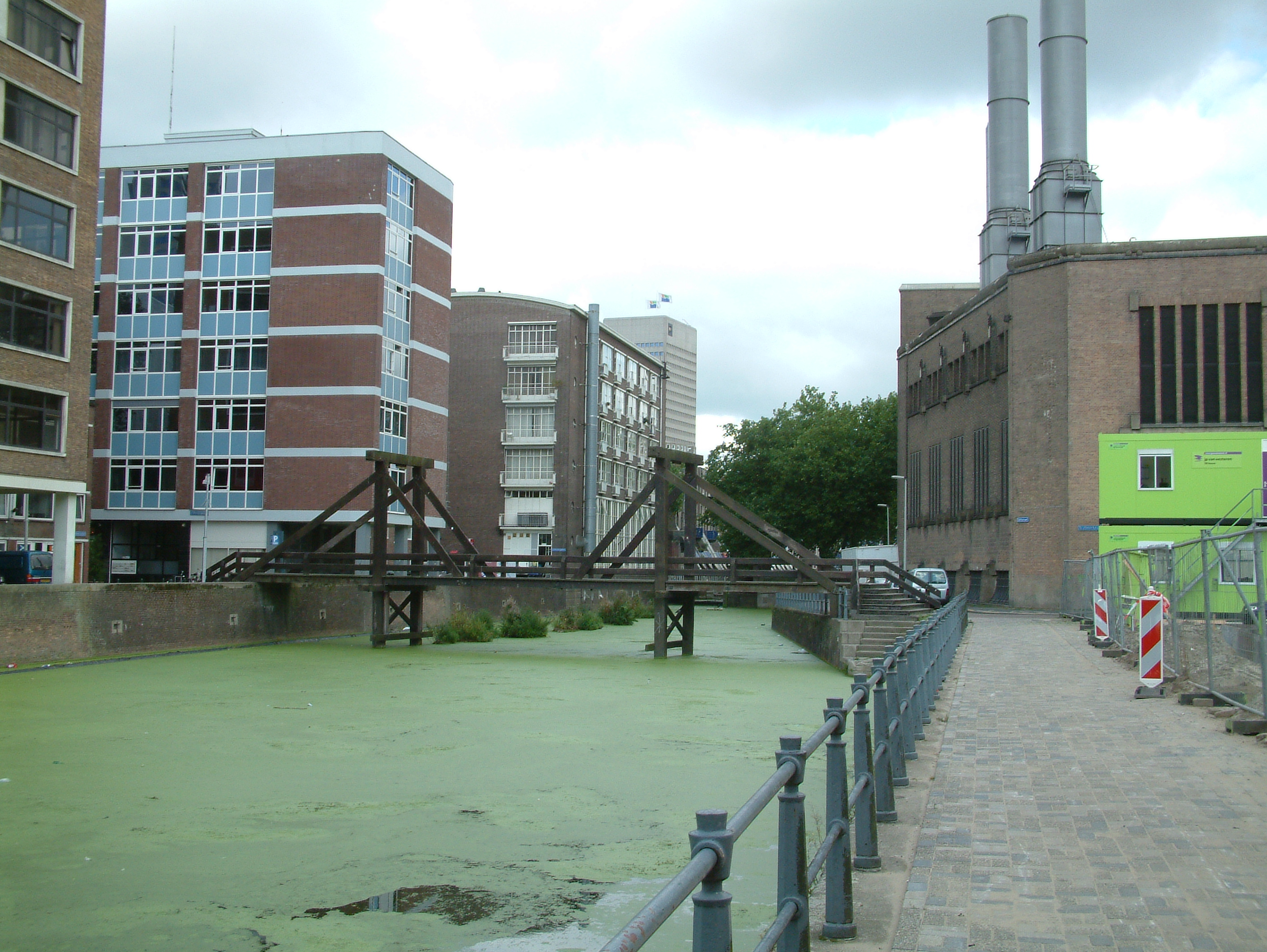
De tweede Krattenbrug voor de sloop in 2008. Deze brug bestond van hout en was een trapbrug, net als de originele brug van voor de oorlog.